# Motor central y tracción en las cuatro ruedas

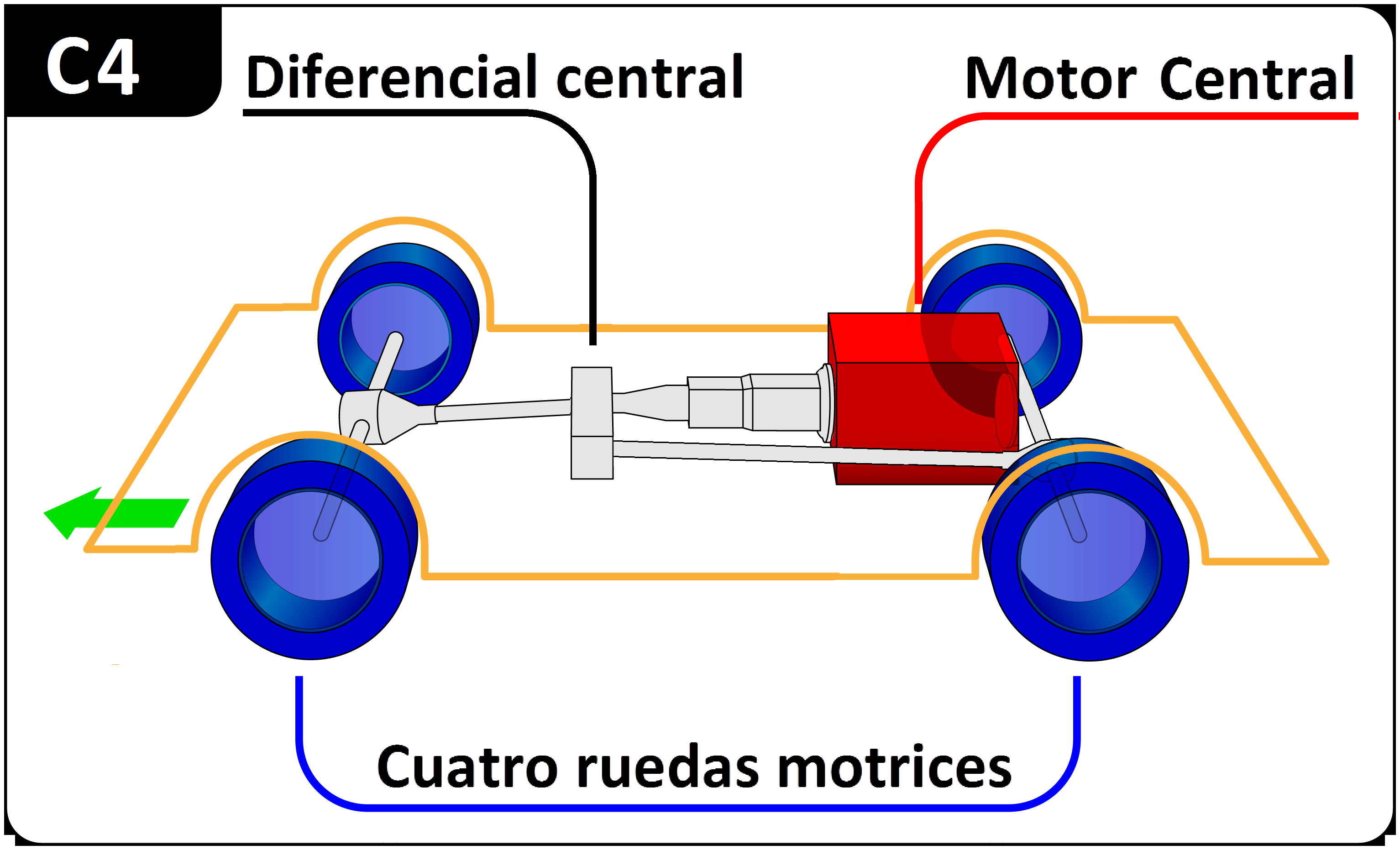
Disposición C4 (motor Central y tracción en las cuatro ruedas)

En el campo del  diseño automovilístico, un vehículo con una  configuración de motor central y tracción en las cuatro ruedas (C4), se caracteriza por tener el motor situado entre los dos ejes del vehículo y por disponer de cuatro ruedas motrices.
Aunque el término "motor central" significa que el centro de gravedad del propulsor está ubicado entre el eje delantero y el eje trasero de un automóvil, por lo general se utiliza para denominar a los automóviles deportivos y de carreras en los que el motor está situado detrás del habitáculo. La potencia se envía luego a través de un eje a un diferencial ubicado en el centro del automóvil, que en el caso de un diseño C4, distribuye la potencia a los ejes delantero y trasero.

## Características

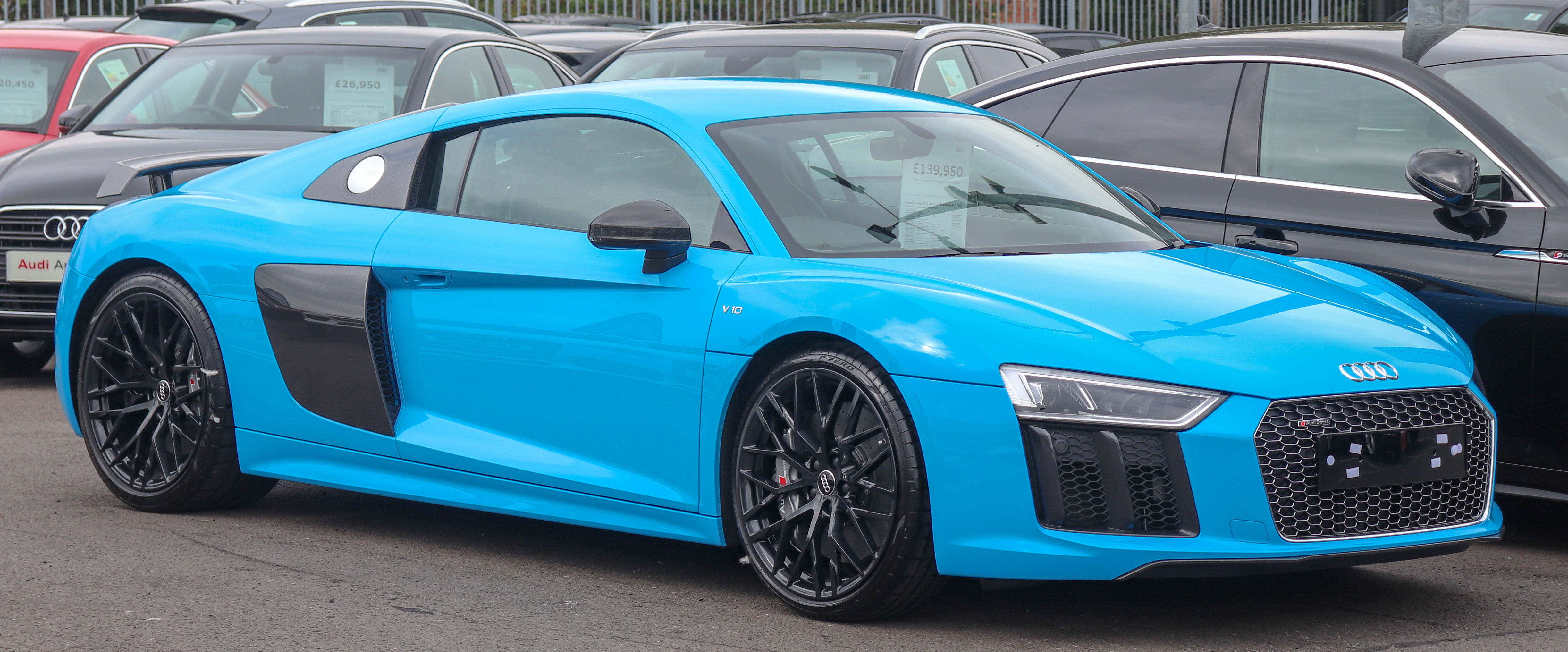
Audi R8 V10 Plus (Tipo 4S), un ejemplo de un vehículo C4

El diferencial central utilizado en muchos automóviles con tracción en las 4 ruedas es similar al diferencial convencional de un automóvil con tracción en las 2 ruedas. Permite que el par se distribuya a ambos ejes motrices al mismo tiempo que les permite girar a diferentes velocidades, lo que mejora enormemente el comportamiento en curva de un automóvil con tracción en las 4 ruedas en superficies con alto agarre, como el asfalto. Sin embargo, a diferencia de los diferenciales diseñados para los ejes motrices (que están configurados para proporcionar par de torsión por igual a ambas ruedas), el diferencial central generalmente se configura para mantener un cierto incremento de potencia hacia un juego de ruedas motrices o hacia el otro, dependiendo de la aplicación del automóvil. 
Algunos vehículos con tracción en las 4 ruedas usan un diferencial de acoplamiento viscoso central que proporciona mayor potencia a las ruedas traseras, a menos que la cantidad de par motor que se suministra a las ruedas traseras exceda su límite de tracción, como en el Lamborghini Murciélago. Otros utilizan sistemas electrónicos que determinan la energía que se debe distribuir a cada rueda en cualquier momento, dependiendo de las circunstancias de cada una. En general, el sistema C4 no se usa mucho, siendo adecuado únicamente para automóviles deportivos y para algunos vehículos todoterreno de competición. 

## Ventajas
El motor suele ser donde se concentra más el peso de un automóvil, por lo que colocarlo entre los ejes delantero y trasero le da al automóvil un equilibrio de conducción mucho mejor. Suponiendo que el motor está situado por detrás del compartimiento de pasajeros, descargará una parte importante de su peso sobre las ruedas traseras. Cuando el motor impulsa las ruedas traseras, el morro del coche tiende a levantarse, y al revés, cuando se aplica el freno, el morro del automóvil tiende a bajar. Este comportamiento es el resultado de la distribución del peso del vehículo a través del sistema de suspensión. Debido a que generalmente el peso de un automóvil se desplaza hacia la parte trasera al acelerar en todos los automóviles, este hecho aumenta la cantidad de agarre en las ruedas traseras, pudiendo transmitir un mayor par motor sin llegar a patinar. Debido a que el motor no está en la parte delantera, el automóvil se puede diseñar con una cantidad mínima de área frontal enfrentada al viento, aumentando en gran medida su eficiencia aerodinámica . 
Un sistema de diferencial de tracción en las cuatro ruedas controlado electrónicamente permite que un automóvil acelere y gire más rápidamente, ya que puede variar la cantidad de par motor que se suministra a las ruedas delanteras y a las traseras, y por lo tanto, permitir que el coche se comporte como si tuviera tracción delantera o tracción trasera. Esto significa que al circular por una curva rápida, el automóvil puede mostrar un comportamiento más "neutral", con menos sobreviraje o subviraje. Este sistema incrementa la eficiencia del vehículo en curva, y permite obtener mayores velocidades de paso en curva si se compara con un sistema de dos o de cuatro ruedas motrices convencional.

## Inconvenientes
Los automóviles diseñados con motor trasero y tracción trasera, aunque sus prestaciones potenciales son menores, tienen un precio menor que los C4, debido a la menor complejidad del sistema mecánico empleado. Los fabricantes suelen utiliza un diseño único para equilibrar el peso distribuido entre los ejes delantero y trasero, por lo que una configuración con motor delantero y tracción 4x4 casi iguala el peso distribuido necesario para optimizar el rendimiento y las condiciones de conducción que proporciona un motor central.
La mayoría de los automóviles con motor central, debido al tamaño y la posición del motor y la transmisión, comprometen en gran medida el espacio disponible para los pasajeros y para el maletero. 
Los sistemas de tracción en las cuatro ruedas tienden a ser bastante pesados, y parte de la potencia del motor se puede perder a través de los distintos diferenciales del automóvil, además de las pérdidas por fricción del tren motriz. 
Las características de conducción variable de un automóvil con tracción en las cuatro ruedas, significan que al tomar una curva a altas velocidades, el automóvil puede comenzar a subvirar, y a mitad de camino, comenzar a sobrevirar repentinamente.

## Galería

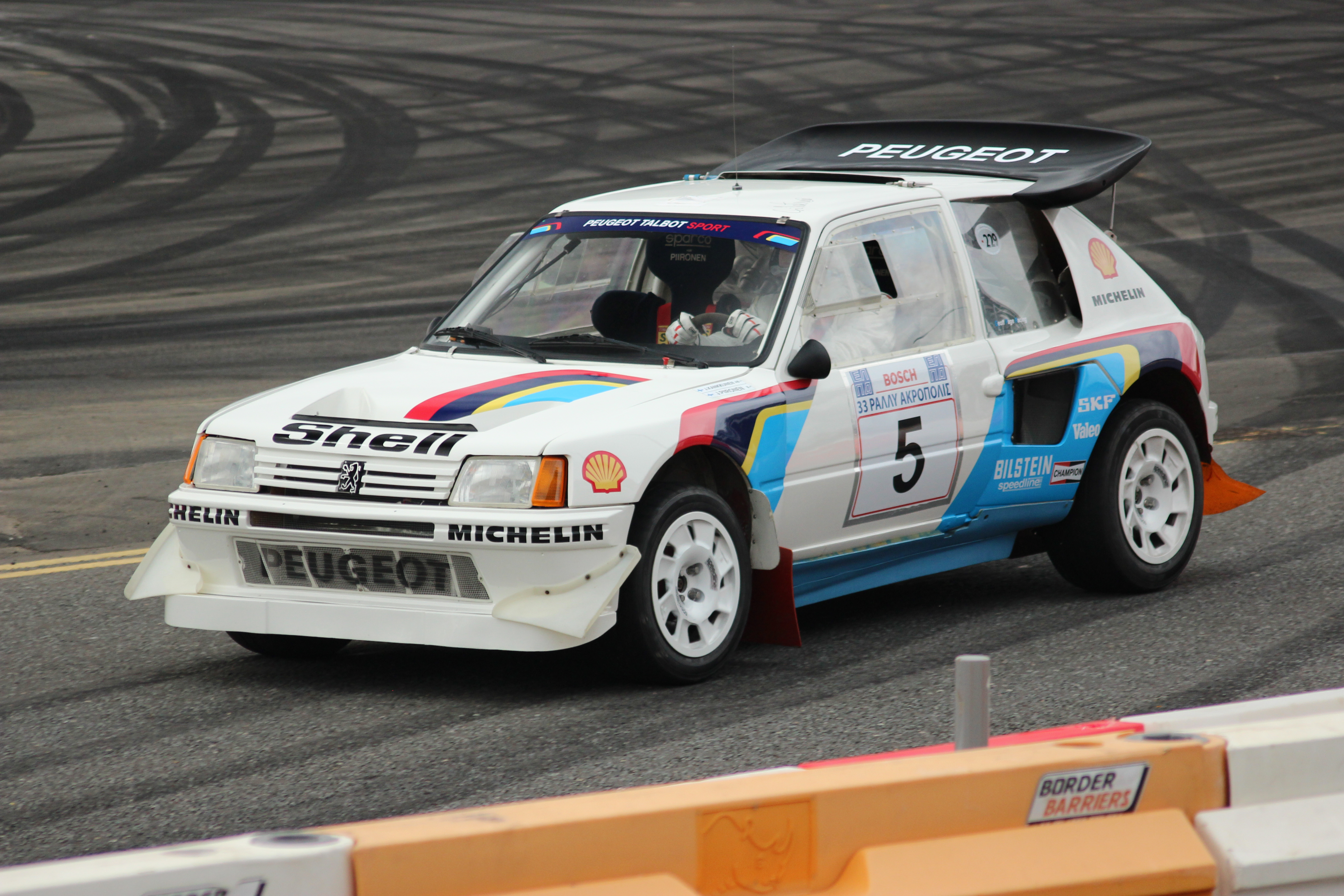
Peugeot 205 T16, el primero de los coches de rally M4 del Grupo B
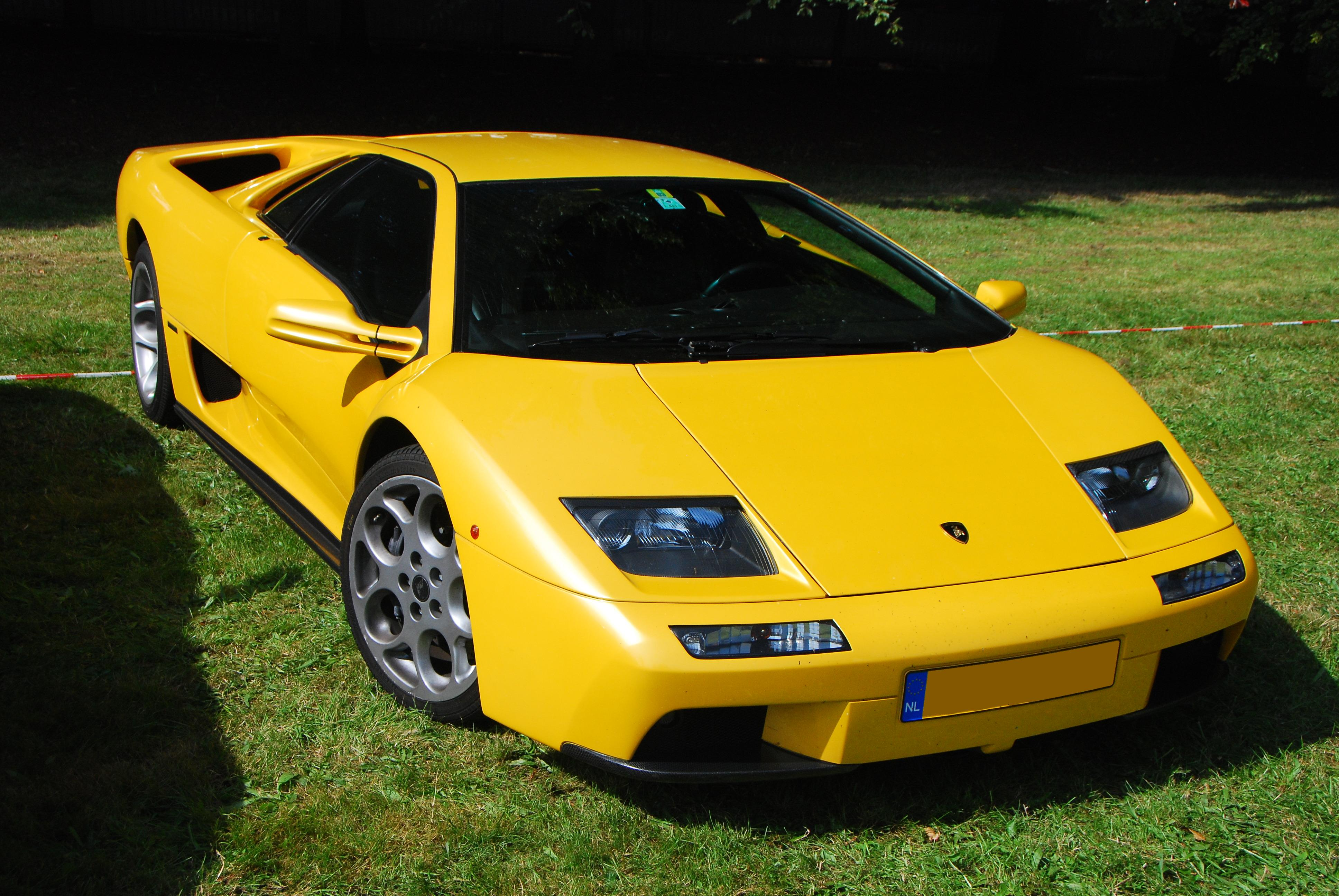
Lamborghini Diablo VT6.0, uno de los primeros superdeportivos C4
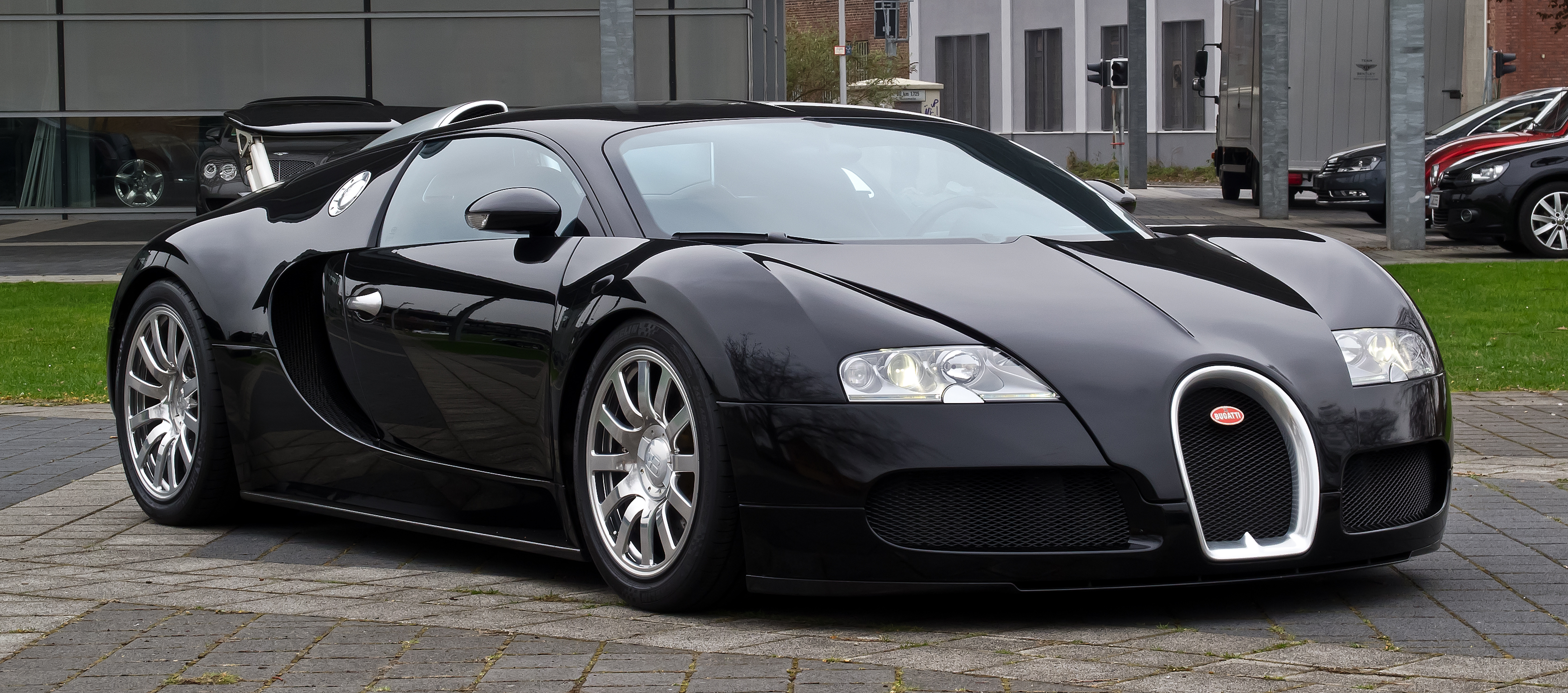
Bugatti Veyron, el automóvil de producción más rápido del mundo en el momento de su producción
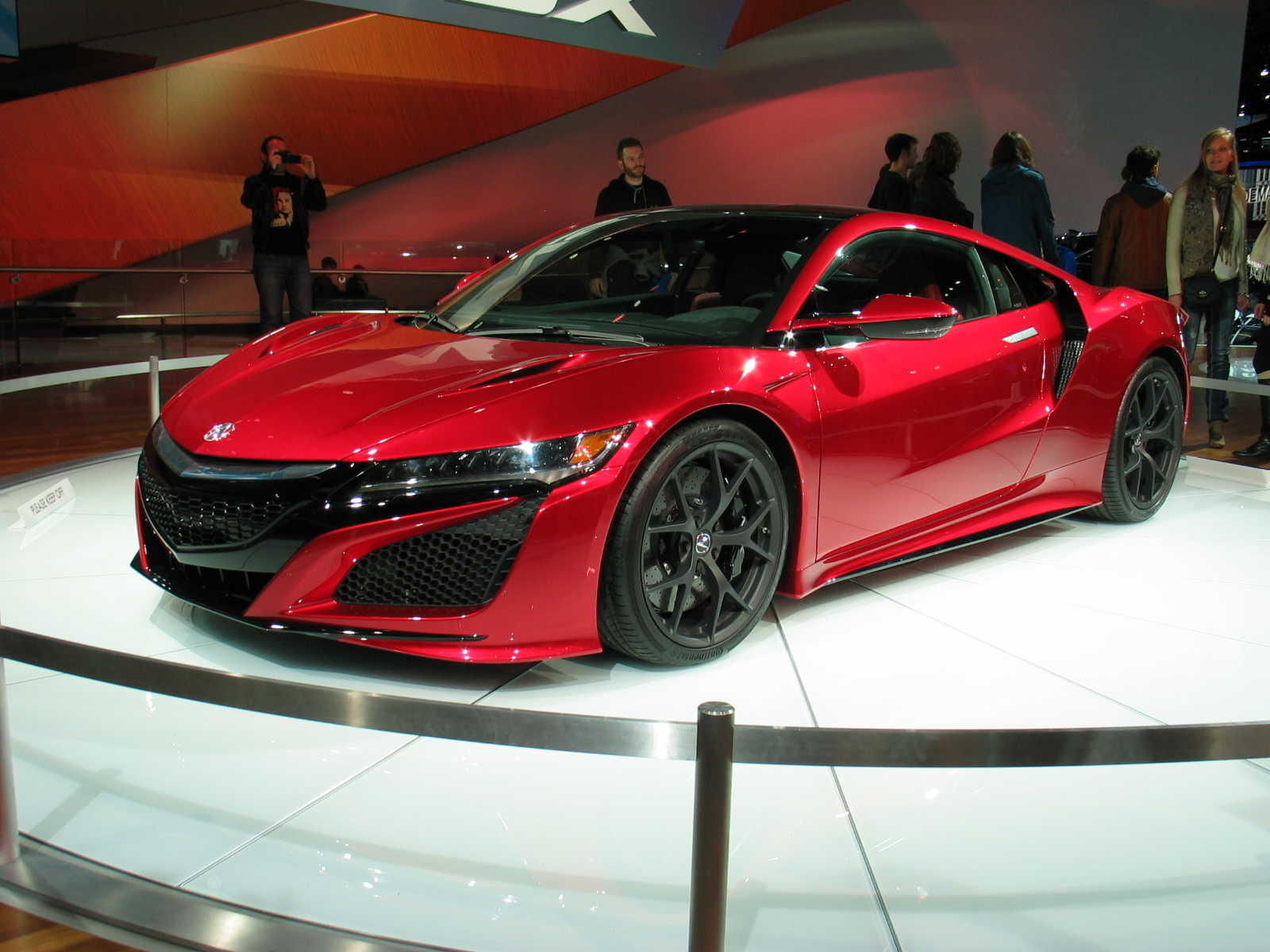
Honda/Acura NSX, un novedoso automóvil C4 que utiliza un propulsor eléctrico de gasolina para las ruedas delanteras